# Carne mechada (estofado)

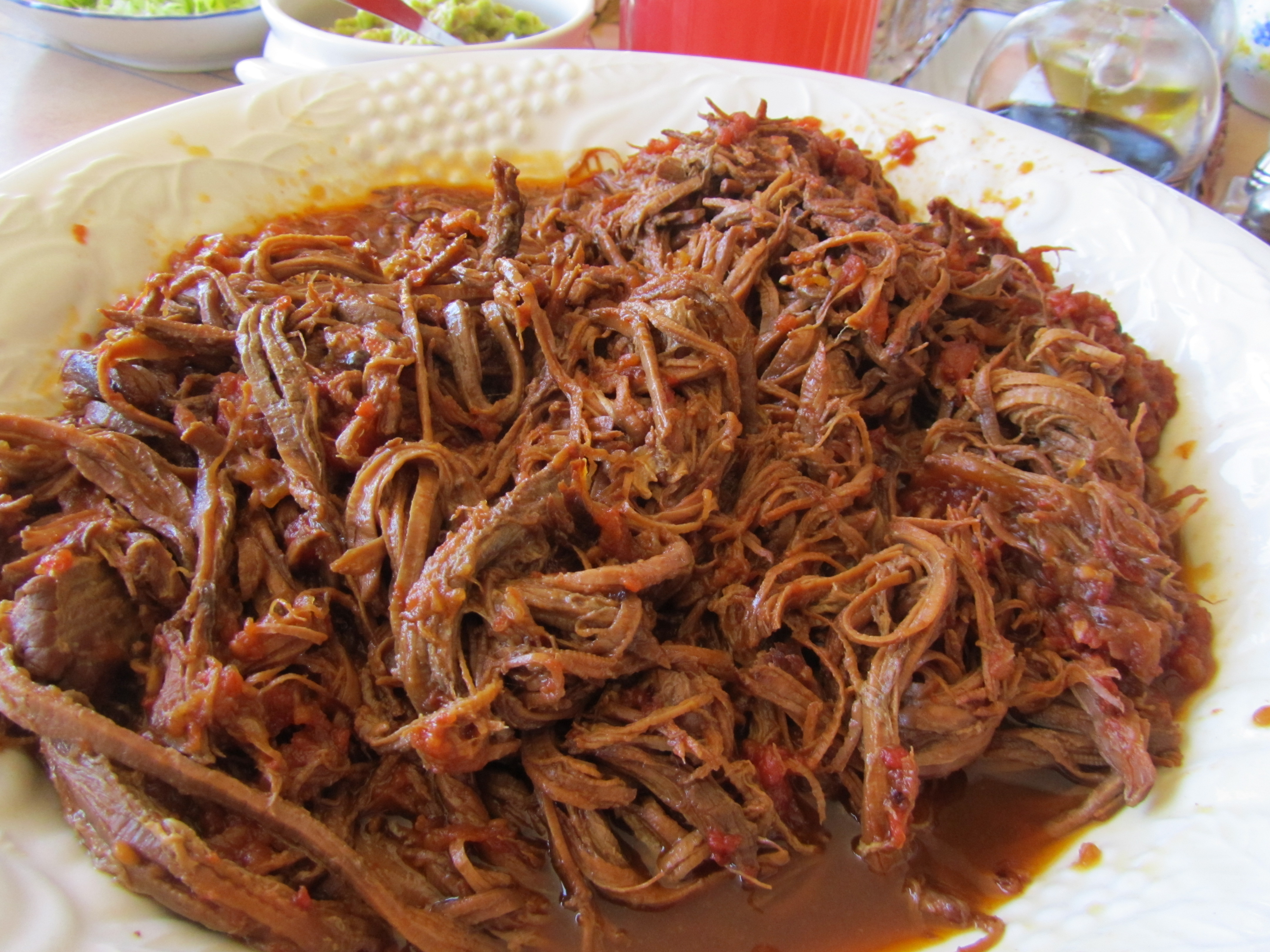
Carne mechada

La carne mechada, carne desmechada o carne desmenuzada es un plato tradicional de carne guisada de la cocina española y latinoamericana. Consiste en cocinar a fuego lento o estofar un trozo de carne, a menudo de res o de cerdo, hasta que quede tierno y se pueda desmenuzar.
El nombre "carne mechada" proviene de la palabra española "mechar". Se refiere a la práctica culinaria española de insertar tiras de grasa de cerdo en un corte de carne económico para hacerlo más tierno y sabroso. A menudo, el método de preparación de la carne mechada consiste en insertar tiras de verduras de zanahoria, cebolla, apio, pimientos morrones y ajo en la carne antes de cocinarla.
En América Latina, la carne mechada ha desarrollado variaciones y sabores según el país y la región. En Venezuela y Colombia, la carne mechada se elabora con filete de falda o carne que se hierve hasta que esté tierno; luego se desmenuza y se cocina con cebolla, pimientos rojos dulces y comino. En Venezuela suele servirse como parte de un plato llamado "pabellón criollo", que incluye arroz, frijoles negros y plátanos fritos. La carne mechada también se utiliza como relleno de arepas, empanadas o sándwiches.

## Variantes regionales

### Caribe
En República Dominicana, la carne mechada se llama "carne ripiada", mientras que el término carne mechada se utiliza para referirse a un corte de carne relleno de jamón y verduras. En Cuba, Puerto Rico y Panamá, la carne mechada se conoce como "ropa vieja". Su preparación en estos países se asemeja a la de Venezuela y Colombia: un filete de falda o pechuga que se cuece a fuego lento en una salsa a base de tomate con cebolla y pimientos. Generalmente se sirve con arroz amarillo o blanco, frijoles negros y plátanos fritos.

### Chile
En Chile, la carne mechada se elabora con ojo de asado redondo que se rellena con zanahorias, pimiento rojo, ajo y cebolla, y se cocina en vino y agua. Se puede cocinar en olla a presión. Luego se corta en rodajas finas. La carne se sirve con puré de patatas o arroz y una salsa hecha con la grasa.

### Colombia

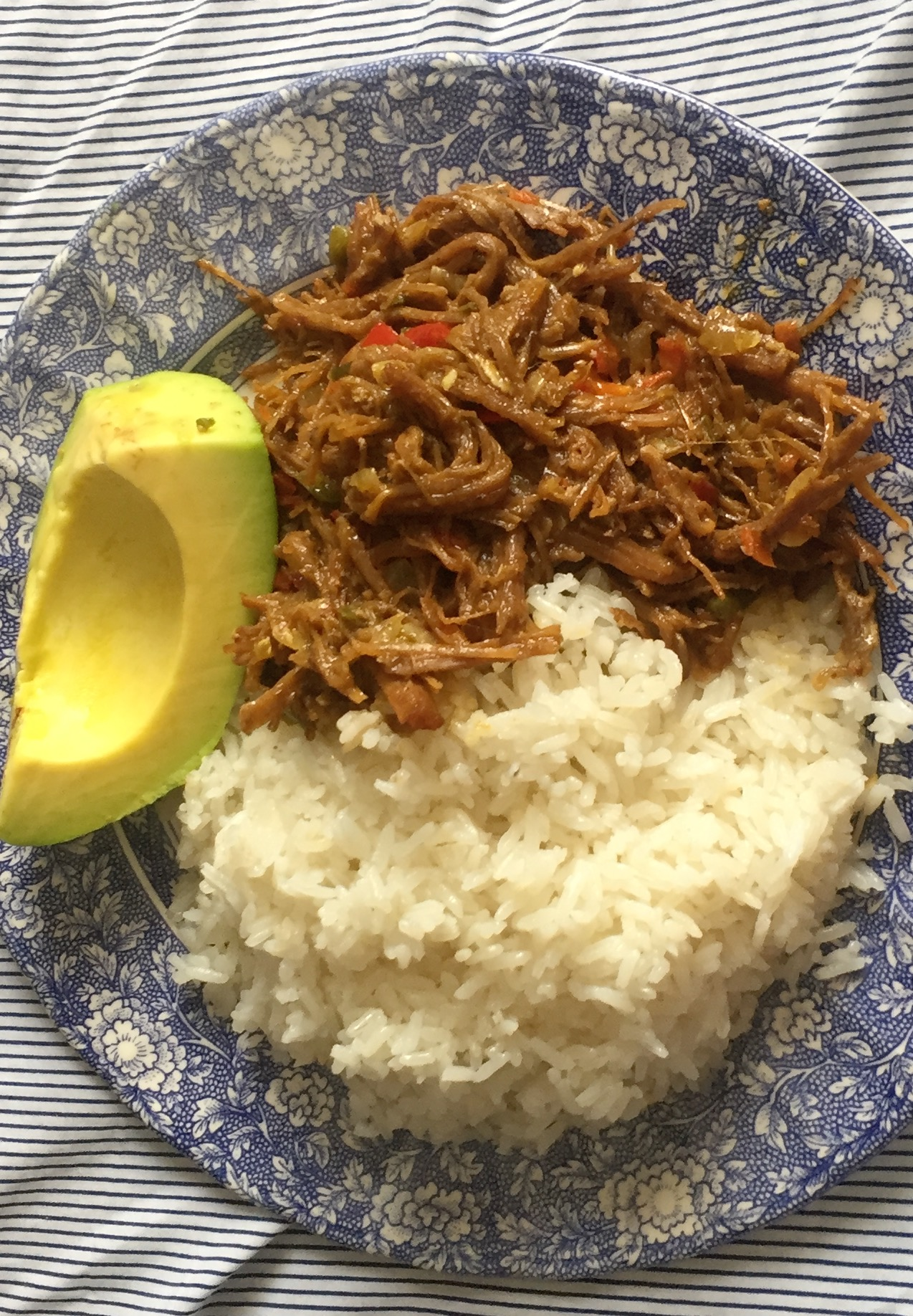
Carne desmechada, arroz blanco y aguacate en la Región Caribe de Colombia.

La carne desmechada es típica del Caribe Colombiano. Forma parte del plato compuesto por arroz blanco, fríjoles y tajada de plátano maduro. También se usa como relleno de arepas.
En el departamento de Antioquia se le conoce como ropa vieja cuando se prepara revuelta con huevo de gallina.

### Islas Canarias
En Canarias se denomina carne mechada, se utiliza habitualmente como relleno para bocadillos y arepas.
La ropa vieja, sin embargo, es un plato típico que contiene carne mechada pero se cocina con papas, garbanzos, pimiento, cebolla y tomate.

### Venezuela

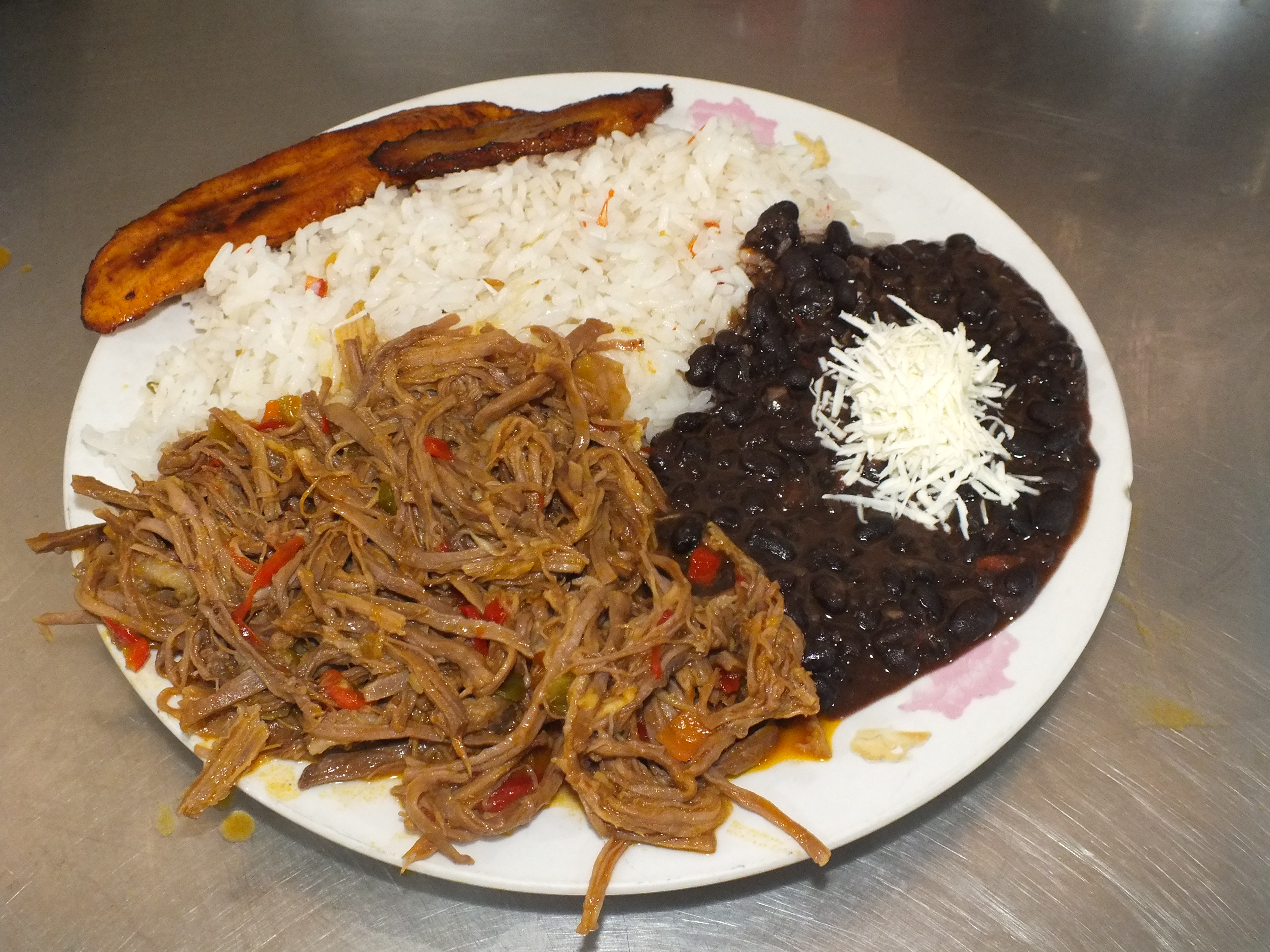
Pabellón criollo.

La carne mechada se usa como ingrediente de ciertos platos típicos de la gastronomía venezolana, destacando el plato nacional de Venezuela, el pabellón criollo.
Si se prepara con carne de cabra y se fríe hasta quedar tostada en lugar de guisarse en un sofrito se obtiene lo que se conoce como "patas de grillo" (llamado coloquialmente pat'e grillo) y es típico del estado Lara. Se emplea como acompañante de la tostada caroreña y forma parte del pabellón larense (sustituyendo la carne mechada de res).
La carne mechada es acompañante del pabellón criollo. También se usa como relleno de arepas, combinación que se conoce como "arepa pelúa" cuando es acompañada de queso gouda rallado y también se emplea como relleno de empanadas. Incluso, algunos puestos de comida rápida la emplean en los "mechiperros" (perros calientes con carne mechada) ya sea coexistiendo con la clásica salchicha o reemplazándola (en este último caso es popularmente llamado perra caliente). 
En el Estado Lara se prepara una variante con carne de caprino (chivo), llamada patas de grillo o pat'e grillo. La carne se cocina hasta secar totalmente. Al desayuno se acompaña con arepas, caraotas refritas, suero y queso de cabra fresco. Para el almuerzo se acompaña con arroz, frijoles (caraotas) y tajadas dando como resultado el pabellón larense y también es parte de los contornos que acompañan las tostadas caroreñas.
Y en el oriente del país (Margarita, Anzoátegui, Sucre) también existe una variante llamada pabellón oriental, la cual suplanta la carne de res por un guiso de cazón (especie de tiburón pequeño).